# Arrest ABP/Stuyvenberg
Het arrest ABP/Stuyvenberg (HR 04 november 1988, NJ 1989/751) is een arrest van de Hoge Raad der Nederlanden dat betrekking heeft op verkeersaansprakelijkheid, letselschade uit onrechtmatige daad en causaliteit (redelijke toerekening).

## Samenvatting
Een kop-staart-botsing in 1969 veroorzaakt nekletsel bij Baaren, wat jarenlang klachten oplevert waarna hij in 1978 arbeidsongeschikt raakt, in 1980 wordt afgekeurd en een invaliditeitspensioen krijgt toegekend. ABP wil de schade verhalen op Stuyvenberg die schuld heeft aan de aanrijding. Feitelijk wordt vastgesteld dat het uitblijven van herstel en de arbeidsongeschiktheid vanaf 1978 vooral het gevolg zijn van een persoonlijke predispositie van het slachtoffer in verband met zijn persoonlijkheidsstructuur. Het hof beperkt de schadevergoeding tot een kwart van de schade. De Hoge Raad oordeelt dat het uitblijven van herstel niettemin als gevolg van de daad aan de dader moet worden toegerekend.

## Casus
Betrokkenen:
- mevr. Van Stuyvenberg
- dhr. Baaren, werkzaam als amanuensis bij een school
- ABP.

Op 10 oktober 1969 is Van Stuyvenberg met haar auto achter op de auto van Baaren gebotst, welke op dat moment stilstond voor een voetgangersoversteekplaats. Beide auto's zijn slechts licht beschadigd. De aanrijding was te wijten aan Van Stuyvenberg. Baaren was ten tijde van het ongeval werkzaam als amanuensis en hij was ambtenaar in de zin van de VOA en de Algemene burgerlijke pensioenwet. In april 1970 is bij Baaren een oude compressiefractuur aan de halswervels vastgesteld, welke is veroorzaakt door de aanrijding van 1969 en welke heeft geleid tot het optreden van lichamelijke klachten. Ondanks medische behandeling nemen de klachten toe. Op 9 september 1970 wordt hij bewusteloos aangetroffen onder aan een trap op de school waar hij werkt. In de periode van 9 september 1970 tot maart 1975 is hij veelvuldig kortere of langere tijd geheel of gedeeltelijk arbeidsongeschikt. Van 14 maart 1975 tot 10 november 1978 heeft Baaren weer volledig gewerkt ondanks het voortduren van pijnklachten. Nadien heeft hij zijn werkzaamheden gestaakt. Eind 1978 rijdt Baaren in een soort absence met zijn auto in het water, doch hij weet zichzelf te bevrijden en er zijn geen restverschijnselen. Uiteindelijk wordt Baaren in 1980 afgekeurd en krijgt hij een invaliditeitsuitkering. Het ABP wil de schade verhalen op Stuyvenberg. Het ABP stelt daartoe, dat de afkeuring van Baaren een rechtstreeks gevolg is geweest van het ongeval op 10 oktober 1969.
Andere problemen bij Baaren spelen ook een belangrijke rol:
- conflicten met de rector op zijn school in 1970
- huwelijksproblemen eind 1970, in welke tijd hij veel alcoholhoudende drank gebruikt
- psychische problemen die samenhangen met zijn persoonlijkheidsstructuur.

## Procesgang
De rechtbank heeft de vordering van ABP afgewezen. Dit vonnis is in hoger beroep door het hof vernietigd. Het hof heeft de vordering van ABP alsnog gedeeltelijk toegewezen tot een kwart van de vordering. Dit arrest is in cassatie vernietigd en het geding is doorverwezen naar een ander hof voor verdere behandeling. In de achtereenvolgende uitspraken wordt verschillend omgegaan met de feitelijke conclusie dat het uitblijven van herstel, de arbeidsongeschiktheid in 1978 en het ontslag in 1980 goeddeels het gevolg zijn van een persoonlijke predispositie van Baaren in verband met zijn persoonlijkheidsstructuur. De Hoge Raad oordeelt dat het uitblijven van herstel niettemin als gevolg van de daad aan de dader moet worden toegerekend.

### Hof
Het hof overwoog:

17. Het hof acht voldoende aannemelijk gemaakt dat de bij Baaren geconstateerde compressiefractuur is veroorzaakt door de aanrijding van 1969 en heeft geleid tot de bij Baaren nadien opgetreden lichamelijke klachten: (...)

18. Anderzijds is op grond van de medische rapportage duidelijk dat het ongeval naast somatische ook psychische klachten teweeg heeft gebracht en dat de persoonlijkheidsstructuur van Baaren alsmede moeilijkheden in zijn privé-leven (problemen met zijn schoolhoofd en in zijn huwelijk) in belangrijke mate tot het klachtenpatroon hebben bijgedragen.

19. In zoverre is sprake van bijzondere omstandigheden welke liggen in de risicosfeer van de benadeelde en derhalve aan hem moeten worden toegerekend als een vorm van "eigen schuld".

20. (...) dat bij de in 1978 opnieuw ingetreden arbeidsongeschiktheid die heeft geleid tot de afkeuring van Baaren in mei 1980, overwegend psychische factoren een rol hebben gespeeld en het bij de aanrijding in 1969 door Baaren opgelopen letsel op die afkeuring nauwelijks nog van invloed is geweest.

21. Bij de beoordeling van de aansprakelijkheid mag echter niet uit het oog worden verloren dat het ongeval de psychische complicaties heeft wakker geroepen, (...)

22. Derhalve moet ook de in mei 1980 ingetreden schade nog worden toegerekend aan het ongeval van 1969, doch dient de vergoedingsplicht van Van Stuyvenberg in verband met "eigen schuld" van het slachtoffer te worden verminderd [tot 25%] (...)

### Hoge Raad
De Hoge Raad overwoog:

3.2 Het middel richt zich in hoofdzaak tegen de r.o. 18 en 19 van het hof.

In r.o. 18 oordeelt het hof dat het ongeval –de aanrijding– naast somatische ook psychische klachten teweeg heeft gebracht en voorts dat de persoonlijkheidsstructuur van Baaren alsmede moeilijkheden in zijn privé-leven (...) in belangrijke mate tot het klachtenpatroon hebben bijgedragen.

In r.o. 19 oordeelt het hof vervolgens dat er "in zoverre" sprake is van bijzondere omstandigheden welke liggen in de risicosfeer van de benadeelde en derhalve aan hem moeten worden toegerekend als een vorm van "eigen schuld" (aanhalingstekens van het hof).

Tegen de achtergrond van de overige rechtsoverwegingen van het hof (...) moet dit oordeel aldus worden begrepen dat, hoewel de in mei 1980 ingetreden schade als een gevolg van de aanrijding aan Van Stuyvenberg moet worden toegerekend, haar vergoedingsplicht moet worden verminderd omdat deze schade mede een gevolg is van de persoonlijkheidsstructuur van Baaren alsmede van de moeilijkheden in diens privé-leven, welke omstandigheden aan Baaren kunnen worden toegerekend.
Het middel voert terecht aan dat aan voormelde overwegingen een onjuiste rechtsopvatting ten grondslag ligt.
Weliswaar is het hof er klaarblijkelijk en terecht van uitgegaan dat indien bij een onrechtmatige daad als de onderhavige –bestaande in het veroorzaken van letsel– het in de normale lijn van de verwachtingen liggende herstel uitblijft als gevolg van de persoonlijkheidsstructuur van het slachtoffer of als gevolg van moeilijkheden in diens privé-leven als hiervoor vermeld, het uitblijven van het herstel niettemin als gevolg van de daad aan de dader moet worden toegerekend (HR 8 febr. 1985, NJ 1986, 136 en 137). Maar het hof heeft ten onrechte de persoonlijkheidsstructuur van het slachtoffer en de moeilijkheden in diens privé-leven aangemerkt als omstandigheden die aan het slachtoffer moeten worden toegerekend en op die grond de vergoedingsplicht verminderd door de schade te verdelen over het slachtoffer en de dader.
Voor zulk een verdeling is slechts plaats onder bijzondere omstandigheden, bijvoorbeeld indien het slachtoffer van zijn kant zich –mede in aanmerking genomen zijn persoonlijkheidsstructuur en zijn privé-moeilijkheden– onvoldoende inspant om een bijdrage te leveren aan het herstelproces. Dat zich zodanige omstandigheden te dezen zouden hebben voorgedaan, heeft het hof evenwel niet vastgesteld.

## Tot besluit
De arbeidsongeschiktheid in 1978 en het ontslag in 1980 worden toegerekend aan het ongeval in 1969 ondanks de feitelijke vaststelling dat het uitblijven van herstel goeddeels is veroorzaakt door de persoonlijkheidsstructuur van het slachtoffer en als gevolg van moeilijkheden in diens privéleven. Dus causaliteit op basis van redelijke toerekening.